# Лётно-исследовательский центр имени Армстронга
Лётно-исследовательский центр им. Армстронга (до 1 марта 2014 года носил имя Драйдена (Dryden Flight Research Center)) — исследовательский центр NASA, расположенный на территории авиационной базы ВВС США Эдвардс в штате Калифорния. 

Исторический логотип Центра им. Драйдена

## Направления исследований

### Общие сведения
Центр проводит исследования полётов аппаратов на высотах от 100 м до 30 км, на скоростях от 15 км/ч до М=10 и длительных беспосадочных перелётов (продолжительностью до 100 часов). Изучается возможность применения принципиально новых авиационных двигателей, например водородных или двигателей использующих солнечную энергию.
Российским аналогом центра является Государственный научный центр РФ ЛИИ им. М. М. Громова

### Некоторые проекты

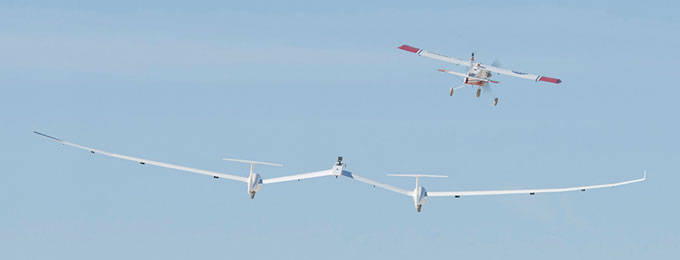
Демонстрационный полёт прототипа TGALS

- Интеграция беспилотных воздушных судов (БВС) в национальное воздушное пространство [4]
- Прототип модульного БВС X-56[5]
- X-57 Maxwell
- X-59 QueSST
- Dream Chaser
- Система воздушного старта ракет для вывода малых спутников на основе буксируемого планёра (TGALS - Towed Glider Air-Launch System)[6]